# Rebel Heart Tour
De Rebel Heart Tour is de tiende wereldwijde tournee van Madonna, deze keer ter promotie van haar dertiende studioalbum Rebel Heart.

## Achtergrond
Op 2 maart 2015 maakte Madonna officieel bekend dat ze op tournee zou gaan ter promotie van haar album Rebel Heart. Zij gaf twee compleet uitverkochte shows in de Ziggo Dome in Amsterdam op 5 en 6 december. Op 29 augustus 2015 zou ze moeten starten in Miami, maar vanwege tijdgebrek begon de tournee op 9 september in Montreal. De vorm van het podium werd bekendgemaakt en de kaartjes vlogen over de toonbank. Op veel plekken moest een tweede datum worden toegevoegd. Op 6, 7 en 8 mei werden audities gehouden in New York. Daarna werden de artiesten voor het voorprogramma in Noord-Amerika bekendgemaakt: Diplo, Michael Diamond, Sleepy Tom, Kaytranada en Lunice. De ontwerpers en merken van haar kostuums werden eveneens aangekondigd, waaronder Madonna's trouwste ontwerpster, Arianne Phillips. Op 9 september werden de kostuums en een fashionreport naar buiten gebracht.

## Kostuums, ontwerp en stylist
Voor de Rebel Heart Tour werden de modeontwerpers Jeremy Scott, Alexander Wang, Fausto Puglisi, Prada, Miu Miu, Swarovski, Nicolas Jebran en Gucciontwerper Alessandro Michele ingehuurd, en ook Madonna's trouwste ontwerpster Arianne Phillips deed mee. Andy LeCompte verzorgde het haar van de zangeres en Aaron Henrikson de make-up. De accessoires werden door verschillende ontwerpers en merken ontworpen, zoals Geoffrey Mac, Gaspar Gloves, Lynn Ban, Michael Schmidt, Julia Clancey, Rachel Freire, Cinza Aria, Majesty Black, Lilly e Violetta en Zana Bayne.

### Swarovski
Dit is de vierde keer dat Madonna samenwerkte met Swarovski. Voor deze tournee werden 350 kledingstukken bezet met kristallen. Hiervoor waren meer dan 2,5 miljoen Swarovski-kristallen nodig en 1200 man om de kristallen aan te brengen op de kledingstukken.

## Setlist
De setlist in Montreal, Canada: 
1. "Video Introductie" (bevat elementen van "Iconic")
2. "Iconic"
3. "Bitch I'm Madonna"
4. "Burning Up"
5. "Holy Water" / "Vogue"
6. "Devil Pray"
7. "Messiah" (Video Interlude)
8. "Body Shop"
9. "True Blue"
10. "Deeper and Deeper"
11. "HeartBreakCity"
12. "Love Don't Live Here Anymore"
13. "Like a Virgin" (bevat elementen van "Heartbeat" en "Justify My Love")
14. "S.E.X." (Video Interlude, bevat elementen van "Justify My Love")
15. "Living for Love"
16. "La Isla Bonita"
17. "Dress You Up"
18. "Into the Groove" / "Everybody" / "Lucky Star" / "Dress You Up" (Medley)
19. "Who's That Girl"
20. "Rebel Heart"
21. "Illuminati" (Video Interlude)
22. "Music" (bevat elementen van "Give It 2 Me" en "Get Stupid")
23. "Candy Shop"
24. "Material Girl"
25. "La Vie en Rose"
26. "Unapologetic Bitch"
27. "Holiday"

Op 5 december werd in de Ziggo Dome in Nederland "Who's That Girl" vervangen door "Secret" (akoestische versie) en "Don't Tell Me".

## Shows
| Datum                 | Stad                  | Land                  | Locatie                       | Voorprogramma         | Publiek               | Opbrengst ($)         |
| Leg 1 – Noord-Amerika | Leg 1 – Noord-Amerika | Leg 1 – Noord-Amerika | Leg 1 – Noord-Amerika         | Leg 1 – Noord-Amerika | Leg 1 – Noord-Amerika | Leg 1 – Noord-Amerika |
| --------------------- | --------------------- | --------------------- | ----------------------------- | --------------------- | --------------------- | --------------------- |
| 9 september 2015      | Montreal              | Canada                | Bell Centre                   | Diplo                 | 26.468 / 26.468       | 3.420.984             |
| 10 september 2015     | Montreal              | Canada                | Bell Centre                   | Diplo                 | 26.468 / 26.468       | 3.420.984             |
| 12 september 2015     | Washington            | Verenigde Staten      | Verizon Center                | Sleepy Tom            | 13.271 / 13.271       | 2.014.706             |
| 16 September 2015     | New York              | Verenigde Staten      | Madison Square Garden         | Amy Schumer           | 28.371 / 28.371       | 5.230.985             |
| 17 september 2015     | New York              | Verenigde Staten      | Madison Square Garden         | Amy Schumer           | 28.371 / 28.371       | 5.230.985             |
| 19 september 2015     | New York              | Verenigde Staten      | Barclays Center               | Amy Schumer           | 14.258 / 14.258       | 2.789.910             |
| 21 september 2015     | Quebec                | Canada                | Videotron Centre              | Sleepy Tom            | 13.051 / 13.051       | 1.078.608             |
| 24 september 2015     | Philadelphia          | Verenigde Staten      | Wells Fargo Center            | Michael Diamond       | 10.544 / 10.544       | 1.434.010             |
| 26 september 2015     | Boston                | Verenigde Staten      | TD Garden                     | Michael Diamond       | 12.780 / 12.780       | 1.941.750             |
| 28 september 2015     | Chicago               | Verenigde Staten      | United Center                 | Michael Diamond       | 14.026 / 14.026       | 2.522.365             |
| 1 oktober 2015        | Detroit               | Verenigde Staten      | Joe Louis Arena               | Kaytranada            | 12.852 / 12.852       | 1.206.431             |
| 3 oktober 2015        | Atlantic City         | Verenigde Staten      | Boardwalk Hall                | Michael Diamond       | 9.498 / 9.498         | 1.522.061             |
| 5 oktober 2015        | Toronto               | Canada                | Air Canada Centre             | Michael Diamond       | 26.603 / 26.603       | 3.416.646             |
| 6 oktober 2015        | Toronto               | Canada                | Air Canada Centre             | Michael Diamond       | 26.603 / 26.603       | 3.416.646             |
| 8 oktober 2015        | Saint Paul            | Verenigde Staten      | Xcel Energy Center            | Michael Diamond       | 11.449 / 11.449       | 1.190.535             |
| 11 oktober 2015       | Edmonton              | Canada                | Rexall Place                  | Lunice                | 26.093 / 26.093       | 3.310.026             |
| 12 oktober 2015       | Edmonton              | Canada                | Rexall Place                  | Lunice                | 26.093 / 26.093       | 3.310.026             |
| 14 oktober 2015       | Vancouver             | Canada                | Rogers Arena                  | Kaytranada            | 12.153 / 12.153       | 1.227.073             |
| 17 oktober 2015       | Portland              | Verenigde Staten      | Moda Center                   | Michael Diamond       | 13.695 / 13.695       | 2.004.420             |
| 19 oktober 2015       | San Jose              | Verenigde Staten      | SAP Center                    | Michael Diamond       | 12.862 / 12.862       | 2.298.815             |
| 22 oktober 2015       | Glendale              | Verenigde Staten      | Gila River Arena              | Michael Diamond       | 10.393 / 10.393       | 1.307.510             |
| 24 oktober 2015       | Las Vegas             | Verenigde Staten      | MGM Grand Garden Arena        | Lunice                | 12.787 / 12.787       | 3.524.113             |
| 27 oktober 2015       | Inglewood             | Verenigde Staten      | The Forum                     | Michael Diamond       | 13.207 / 13.207       | 2.852.095             |
| 29 oktober 2015       | San Diego             | Verenigde Staten      | Valley View Casino Center     | Michael Diamond       | 10.574 / 10.574       | 1.606.935             |
| Leg 2 – Europa        |                       |                       |                               |                       |                       |                       |
| 4 november 2015       | Keulen                | Duitsland             | Lanxess Arena                 | Mary Mac              | 25.952 / 25.952       | 2.748.071             |
| 5 november 2015       | Keulen                | Duitsland             | Lanxess Arena                 | Mary Mac              | 25.952 / 25.952       | 2.748.071             |
| 7 november 2015       | Praag                 | Tsjechië              | O2 Arena                      | Rejjie Snow           | 33.408 / 33.408       | 3.001.142             |
| 8 november 2015       | Praag                 | Tsjechië              | O2 Arena                      | Rejjie Snow           | 33.408 / 33.408       | 3.001.142             |
| 10 november 2015      | Berlijn               | Duitsland             | Mercedes-Benz Arena           | Idris Elba            | 23.588 / 23.588       | 2.638.597             |
| 11 november 2015      | Berlijn               | Duitsland             | Mercedes-Benz Arena           | Mary Mac              | 23.588 / 23.588       | 2.638.597             |
| 14 november 2015      | Stockholm             | Zweden                | Tele2 Arena                   | Mary Mac              | 39.338 / 39.338       | 3.482.634             |
| 16 november 2015      | Herning               | Denemarken            | Jyske Bank Boxen              | Mary Mac              | 12.263 / 12.263       | 1.000.551             |
| 19 november 2015      | Turijn                | Italië                | Pala Alpitour                 | Mary Mac              | 34.752 / 34.752       | 3.694.172             |
| 21 november 2015      | Turijn                | Italië                | Pala Alpitour                 | Mary Mac              | 34.752 / 34.752       | 3.694.172             |
| 22 november 2015      | Turijn                | Italië                | Pala Alpitour                 | Mary Mac              | 34.752 / 34.752       | 3.694.172             |
| 24 november 2015      | Barcelona             | Spanje                | Palau Sant Jordi              | Lunice                | 28.104 / 28.104       | 2.312.846             |
| 25 november 2015      | Barcelona             | Spanje                | Palau Sant Jordi              | Lunice                | 28.104 / 28.104       | 2.312.846             |
| 28 november 2015      | Antwerpen             | België                | Sportpaleis                   | Lunice                | 19.315 / 19.315       | 2.135.032             |
| 29 november 2015      | Mannheim              | Duitsland             | SAP Arena                     | Lunice                | 10.883 / 10.883       | 1.213.890             |
| 1 december 2015       | Londen                | Engeland              | The O2                        | Idris Elba            | 28.670 / 28.670       | 4.861.403             |
| 2 december 2015       | Londen                | Engeland              | The O2                        | Mary Mac              | 28.670 / 28.670       | 4.861.403             |
| 5 december 2015       | Amsterdam             | Nederland             | Ziggo Dome                    | Lunice                | 30.023 / 30.023       | 3.559.122             |
| 6 december 2015       | Amsterdam             | Nederland             | Ziggo Dome                    | Lunice                | 30.023 / 30.023       | 3.559.122             |
| 9 december 2015       | Parijs                | Frankrijk             | AccorHotels Arena             | Lunice                | 30.817 / 30.817       | 3.868.967             |
| 10 december 2015      | Parijs                | Frankrijk             | AccorHotels Arena             | Lunice                | 30.817 / 30.817       | 3.868.967             |
| 12 december 2015      | Zürich                | Zwitserland           | Hallenstadion                 | Lunice                | —                     | —                     |
| 14 december 2015      | Manchester            | Engeland              | Manchester Arena              | Mary Mac              | —                     | —                     |
| 16 december 2015      | Birmingham            | Engeland              | Barclaycard Arena             | Mary Mac              | —                     | —                     |
| 20 december 2015      | Glasgow               | Schotland             | SSE Hydro                     | Mary Mac              | —                     | —                     |
| Leg 3 – Noord-Amerika |                       |                       |                               |                       |                       |                       |
| 6 januari 2016        | Mexico-Stad           | Mexico                | Palacio de los Deportes       | Lunice                | —                     | —                     |
| 7 januari 2016        | Mexico-Stad           | Mexico                | Palacio de los Deportes       | Lunice                | —                     | —                     |
| 10 januari 2016       | San Antonio           | Verenigde Staten      | AT&T Center                   | —                     | —                     | —                     |
| 12 januari 2016       | Houston               | Verenigde Staten      | Toyota Center                 | —                     | —                     | —                     |
| 14 januari 2016       | Tulsa                 | Verenigde Staten      | BOK Center                    | —                     | —                     | —                     |
| 16 januari 2016       | Louisville            | Verenigde Staten      | KFC Yum! Center               | —                     | —                     | —                     |
| 18 januari 2016       | Nashville             | Verenigde Staten      | Bridgestone Arena             | —                     | —                     | —                     |
| 20 januari 2016       | Atlanta               | Verenigde Staten      | Philips Arena                 | —                     | —                     | —                     |
| 23 januari 2016       | Miami                 | Verenigde Staten      | American Airlines Arena       | —                     | —                     | —                     |
| 24 januari 2016       | Miami                 | Verenigde Staten      | American Airlines Arena       | —                     | —                     | —                     |
| 27 januari 2016       | San Juan              | Puerto Rico           | Coliseo de Puerto Rico        | —                     | —                     | —                     |
| 28 januari 2016       | San Juan              | Puerto Rico           | Coliseo de Puerto Rico        | —                     | —                     | —                     |
| Leg 4 – Azië          |                       |                       |                               |                       |                       |                       |
| 4 februari 2016       | Taipei                | Taiwan                | Taipei Arena                  | —                     | —                     | —                     |
| 6 februari 2016       | Taipei                | Taiwan                | Taipei Arena                  | —                     | —                     | —                     |
| 9 februari 2016       | Bangkok               | Thailand              | Impact Arena                  | —                     | —                     | —                     |
| 10 februari 2016      | Bangkok               | Thailand              | Impact Arena                  | —                     | —                     | —                     |
| 13 februari 2016      | Tokio                 | Japan                 | Saitama Super Arena           | —                     | —                     | —                     |
| 14 februari 2016      | Tokio                 | Japan                 | Saitama Super Arena           | —                     | —                     | —                     |
| 17 februari 2016      | Hongkong              | Hongkong              | AsiaWorld–Arena               | —                     | —                     | —                     |
| 18 februari 2016      | Hongkong              | Hongkong              | AsiaWorld–Arena               | —                     | —                     | —                     |
| 20 februari 2016      | Macau                 | Macau                 | Studio City Event Center      | —                     | —                     | —                     |
| 21 februari 2016      | Macau                 | Macau                 | Studio City Event Center      | —                     | —                     | —                     |
| 24 februari 2016      | Manila                | Filipijnen            | Mall of Asia Arena            | —                     | —                     | —                     |
| 25 februari 2016      | Manila                | Filipijnen            | Mall of Asia Arena            | —                     | —                     | —                     |
| 28 februari 2016      | Singapore             | Singapore             | National Stadium              | —                     | —                     | —                     |
| Leg 5 – Oceanië       |                       |                       |                               |                       |                       |                       |
| 5 maart 2016          | Auckland              | Nieuw-Zeeland         | Spark Arena                   | —                     | —                     | —                     |
| 6 maart 2016          | Auckland              | Nieuw-Zeeland         | Spark Arena                   | —                     | —                     | —                     |
| 12 maart 2016         | Melbourne             | Australië             | Rod Laver Arena               | —                     | —                     | —                     |
| 13 maart 2016         | Melbourne             | Australië             | Rod Laver Arena               | —                     | —                     | —                     |
| 16 maart 2016         | Brisbane              | Australië             | Brisbane Entertainment Centre | —                     | —                     | —                     |
| 17 maart 2016         | Brisbane              | Australië             | Brisbane Entertainment Centre | —                     | —                     | —                     |
| 19 maart 2016         | Sydney                | Australië             | Allphones Arena               | —                     | —                     | —                     |
| 20 maart 2016         | Sydney                | Australië             | Allphones Arena               | —                     | —                     | —                     |
| Totaal                | Totaal                | Totaal                | Totaal                        | Totaal                | 622.048 / 622.048     | 80.416.405            |